# Trutvik träsk
Trutvik träsk är en sjö i Hammarlands kommun i Åland (Finland). Den ligger i den västra delen av landskapet, 22 km nordväst om huvudstaden Mariehamn. Trutvik träsk ligger 9 meter över havet. Den ligger på ön Fasta Åland. Arean är 14,7 hektar och strandlinjen är 2,43 kilometer lång. Sjön  ingår i Skärgårdshavets kustområde, Åland. 